# Claudia Ahlering

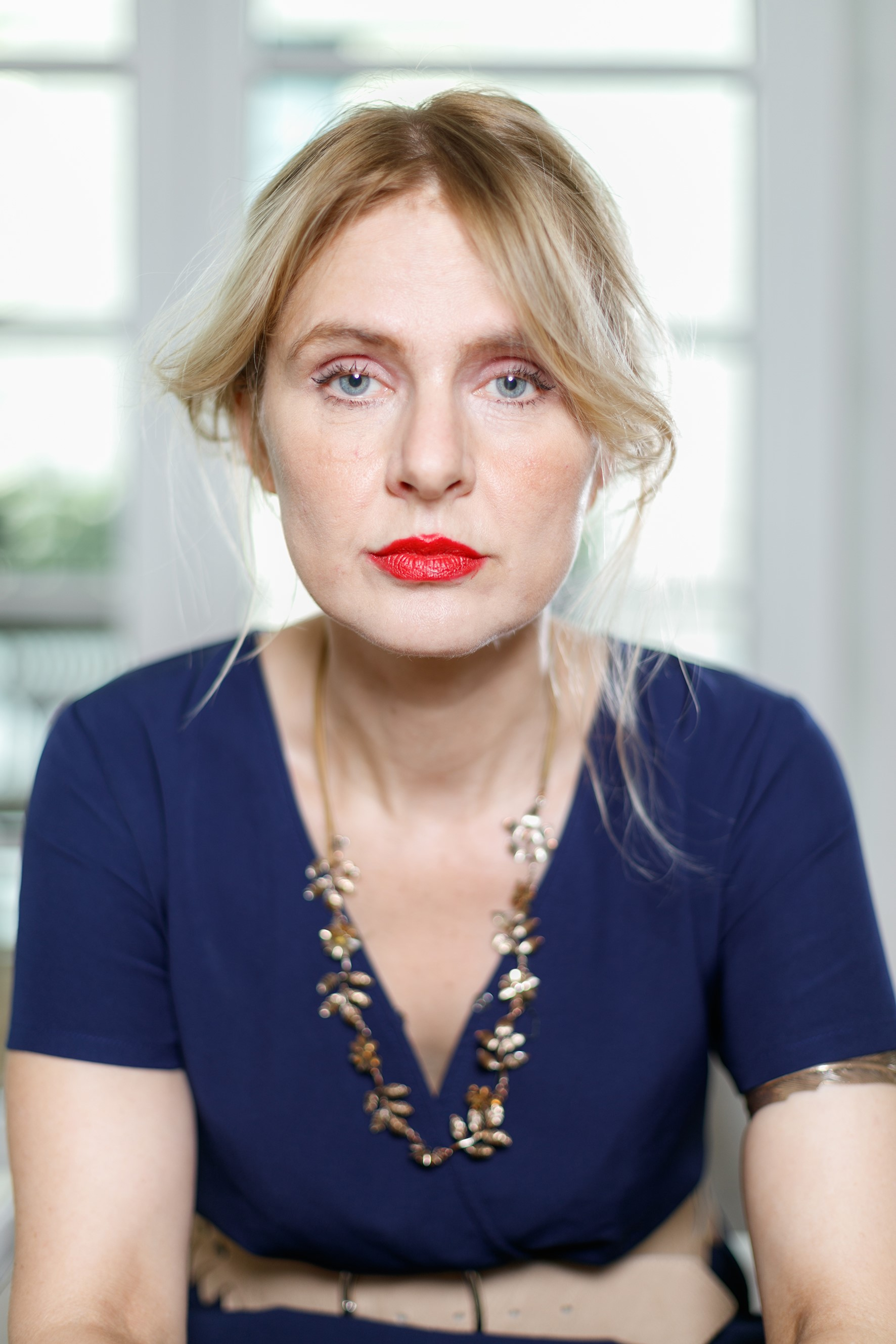
Claudia Ahlering (Foto: Marcelo Hernandez, 2016)

Claudia Ahlering (* 1972 in Diepholz, Niedersachsen) ist eine deutsche Comiczeichnerin, Illustratorin und Malerin.

## Leben und Werk
Claudia Ahlering wurde in Diepholz in Niedersachsen geboren und wuchs mit vier älteren Geschwistern auf. Von 1991 bis 1993 studierte sie Freie Kunst an der Hochschule Hannover. Zwischen 1994 und 1996 absolvierte sie eine Ausbildung zur Glas- und Porzellanmalerin. Ihr Gesellenstück stellt ein farbiges Bleiglasfenster dar, das eine indische Tempeltänzerin zeigt. Ab 1996 nahm sie ihr Kunststudium wieder auf, bis 1999 besuchte sie die FH Münster. Ihr Studium schloss Ahlering schließlich im Jahr 2004 an der Hochschule für Angewandte Wissenschaften Hamburg mit einem Diplom ab. Im Anschluss an ihr Studium erhielt sie bis 2005 ein Stipendium für die École nationale supérieure des beaux-arts de Paris.
Im Herbst 2003 ging Ahlering mit der Frage auf Claire Lenkova zu, ob man gemeinsam ein Comic- und Kunstmagazin gründen wolle. Zusammen mit befreundeten Zeichnerinnen entstand in Hamburg zunächst die Künstlergruppe Spring, im Jahr 2004 erfolgte die erste Veröffentlichung der gleichnamigen Comicanthologie. Dabei soll jedes Heft nicht nur eine inhaltlich und stilistisch große Bandbreite abdecken, sondern die Macherinnen wollen ebenfalls den ihrer Meinung nach im Comicbereich unterrepräsentierten Frauen mehr Platz verschaffen. Bei Spring handelt es sich um eine nicht-kommerzielle und selbstverwaltete Comic- und Kunstzeitschrift, die in wechselnder Zusammensetzung ausschließlich von Frauen gestaltet und realisiert wird. Im Mai 2011 steuerte Ahlering die Geschichte Sparzwang zum Magazin für Illustration TRIx bei. Das Heft umfasst 28 Seiten, wurde von Christoph Mett, der den Beitrag Hausfreund zeichnete, Ende 2010 initiiert und erschien im Selbstverlag.
Ahlerings erste Graphic Novel veröffentlichte der avant-verlag im Jahr 2015. Ahlering illustrierte Ghetto Brother nach einem Szenario von Julian Voloj, das auf realen Ereignissen beruht. Ghetto Brother handelt von der gleichnamigen Straßengang, die in den 70er Jahren mit über 2000 Mitgliedern zu den größten kriminellen Banden in der Bronx zählte. Im Jahr 1967 gründete der damals 14-jährige Benjamin Melendez oder „Yellow Benjy“ gemeinsam mit seinen Brüdern Victor und Robert die Ghetto Brothers. In dieser Zeit waren etwa 11.000 Jugendliche aus der Bronx in rund 100 Gangs aktiv. Die aus Puerto Rico stammenden Brüder schafften es mit den Ghetto Brothers 1971, einen Waffenstillstand im sogenannten „Hoe Avenue Peace Meeting“ zwischen den etwa 40 größten Gruppen auszuhandeln. Das Friedensabkommen fand medial große Beachtung, was auch auf den Mord an Cornell „Black Benjy“ Benjamin während der Verhandlungen zurückzuführen ist. In der Folge kam es zu einem Verfall der Gangkultur und zur Gründung der Hip-Hop-Bewegung. Im gleichen Jahr brachten die drei Brüder ihr einziges Musikalbum Power-Fuerza heraus, das frühen Hip-Hop mit Funk und Salsa kombiniert. Der Fotograf und Journalist Voloj dokumentierte die Geschichte anhand von Gesprächen mit Benjamin Melendez. Dieser beschreibt den Süden der damaligen Bronx als „Trümmerhaufen“, der von Gewalt dominiert wurde. Als sich zunehmend Drogen in ihrem Stadtviertel verbreiteten, nutzten die Ghetto Brothers ihren Einfluss, um Dealer aus ihrem Teil der Stadt zu vertreiben – im Zweifel auch gewaltsam. Gleichzeitig setzte sich die Gruppe für Gewaltlosigkeit ein, insbesondere zwischen den zahlreichen rivalisierenden Gangs. Das letzte Drittel der Graphic Novel beschäftigt sich mit dem Werdegang von Melendez nach seinem Leben als Anführer der Ghetto Brothers. Er setzt sich zum Beispiel mit der jüdischen Herkunft seiner Familie auseinander und besucht fortan eine Synagoge. Melendez lebt mittlerweile als verheirateter Familienvater in High Bridge, weil er nach seinem Rückzug von den Ghetto Brothers in seinem alten Viertel bedroht wurde, und ist als Sozialarbeiter tätig.
Die Zeichnungen sind in mattem Schwarz-Weiß gehalten, Kontraste stellt Ahlering mit Grautönen heraus. Die oft ineinander verschalteten Panels bleiben klar umrissen und präsentieren die vielen Fakten anschaulich. Großformatige Zeichnungen setzt die Künstlerin nur bei wichtigen Situationen wie etwa dem Friedensabkommen ein. Die Geschichte wurde mehrfach übersetzt. Im gleichen Jahr erschien der Comic zum Beispiel in der englischen Ausgabe als Ghetto Brother: Warrior to Peacemaker bei NBM Publishing (ISBN 978-1-56163-948-9). Es gibt weitere Übersetzungen ins Italienische, Portugiesische und Spanische.
2016 erschien beim Knesebeck Verlag mit Die Judenbuche eine Comicadaption des gleichnamigen Romans von Annette von Droste-Hülshoff. Das Szenario schrieb erneut der aus New York stammende Voloj. Ahlering wählte für ihre Umsetzung einen naturalistischen Stil und nutzt eine Mischung aus Zeichnungen und Aquarellen. Die Bilder sind in Schwarz-Weiß gehalten, die Linienführung kann als unruhig beschrieben werden. Obwohl die Panelanordnung zum Teil verschachtelt ist, bleiben diese trotzdem klar abgegrenzt. Die Graphic Novel adaptiert nicht nur das Original von 1842, sondern geht auf Grundlage umfangreicher Recherchen über das ursprüngliche Material hinaus und setzt damit eigene Akzente, indem zum Beispiel das jüdische Leben im Ostwestfalen des 18. Jahrhunderts ausführlicher gezeigt wird oder auf der Bauernhochzeit Annette von Droste-Hülshoff unter den Gästen zu sehen ist und der Protagonist seiner Schöpferin zuprostet. Die Darstellung der Autorin erinnert an ihr Porträt des Malers Johann Joseph Sprick aus dem Jahr 1838, das heute im Geburtshaus der Schriftstellerin zu sehen ist. Da die meisten Leser ohnehin wüssten, dass der jüdische Händler im Laufe in der Geschichte umgebracht wird, stellten Ahlering und Voloj den Mord an den Anfang ihrer Erzählung. Der Suizid der Hauptfigur bildet das Ende der Comicadaption. Daraus soll ein Erzählbogen entstehen, der auch Schuld und Sühne symbolisiere.
Ihre dritte Zusammenarbeit mit Voloj stellt Marlene Dietrich – Augenblicke eines Lebens dar. Den Comic brachte im September 2021 wieder der Knesebeck Verlag heraus. In der Biographie tritt die 91-jährige Marlene Dietrich selber als Erzählerin auf: In ihrer abgedunkelten Pariser Wohnung gibt sie dem jungen Journalisten Leon ihr letztes Interview und wirft damit einen subjektiven Rückblick auf ihr Leben. So schildert sie zum Beispiel ihre Anfänge als Theaterschauspielerin in den 1920ern, aber auch ihre späteren Erfolge als gefragte Darstellerin in Hollywood. Dabei zeigt sich Dietrich in dem Comic stellenweise als unzuverlässige Erzählerin, ihre Geschichte weist hin und wieder Lücken sowie Ungereimtheiten auf, was sogar dem dürftig vorbereiteten Leon auffällt.
Ihren Stil begreift die Künstlerin insgesamt als vielfältig, allgemein beschreibt sie ihn als „realistisch, kleinteilig [und] detailverliebt“. Auch bei den von Ahlering behandelten Themen zeigt sich eine gewisse Vielfalt, wobei ihr nach eigenem Bekunden insbesondere feministische Themen, Psychologie, gesellschaftlich Relevantes sowie Mensch und Natur am Herzen liegen.
Claudia Ahlering lebt und arbeitet auf einem Biobauernhof in der Steiermark.

## Ausstellungen

### Gruppenausstellungen
In Berlin präsentierte die Gebrüder Wright Galerie mit „Gratwanderung“ eine Gruppenausstellung mit vier ihrer Künstlerinnen. Ab dem 1. Mai 2015 waren neben Bildern von Ahlering auch Werke von Gaby Bergmann, Gan-Erdene Tesend und Jub Mönster zu sehen. Die Ausstellung endete am 15. Mai 2015.
In der jährlichen „Winter Show“ der Hiromart Gallery in Tokio waren zwischen dem 11. November und 11. Dezember 2016 neben Werken von Robin Fry und Bruce New auch Bilder von Ahlering zu sehen.
Vom 2. Juni bis zum 1. September 2019 zeigte das Heinrich-Heine-Institut die Sonderausstellung „Die Comic-Kunst des Erzählens. Literatur als Graphic Novel“ in Düsseldorf. Die Ausstellung präsentierte originale Zeichnungen, Skizzen und Entwürfe sowie Probedrucke zu vier Comic-Adaptionen bekannter literarischer Vorlagen. Neben Die Judenbuche von Ahlering und Voloj waren Exponate zu Im Westen nichts Neues von Peter Eickmeyer und Gaby nach Erich Maria Remarque, Jakob Hinrichs Der Trinker nach Hans Fallada und die grafische Umsetzung Franz Kafkas Das Urteil von Moritz Stetter zu sehen. Insgesamt wurden mehr als 80 Exponate gezeigt.

### Einzelausstellungen
Ahlerings erste Einzelausstellung „In Traum und Wirklichkeit“ fand vom 26. November bis zum 4. Dezember 2005 auf der Hamburger Kunsttreppe statt. Die Ausstellung präsentierte zwei Werkgruppen der Künstlerin: einerseits ihre realistischen Bilder von Personen – größtenteils handelt es sich um Freunde oder Verwandte – und Orten in Acryl- oder Ölfarben, die direkt vor den Modellen entstanden; andererseits kleinere, frei am Schreibtisch illustrierte Federzeichnungen, in denen Ahlering die Befindlichkeiten der weiblichen Seele zu ergründen versucht.
In New York präsentierte The Kraft Center in Zusammenarbeit mit dem Jewish Art Salon vom 5. bis zum 20. März 2013 die Ausstellung „Warrior/Peacemaker: A Graphic Novel“ zum gleichnamigen Comic von Ahlering und Voloj.
Seit 2011 widmete die Hiromart Gallery der Künstlerin mehrere Einzelausstellungen. Mit „The Internal Organs“ gab Ahlering ihr Debüt in Japan. Ab dem 22. April bis 29. Mai 2011 waren exklusive Bilder in Aquarell- und Ölfarben zu sehen, in denen sich Ahlering mit persönlichen schlechten Erfahrungen auseinandersetzt. In ihrer vierten Soloausstellung vom 13. Januar bis 21. Februar 2016 zeigte die Galerie eine Auswahl an Ölgemälden aus den Jahren 2007 bis 2015. Mit „Parasite Nature“ präsentierte die Hiromart Gallery ab dem 12. Oktober 2018 realistische Landschaftsgemälde, für die Ahlering Maler wie Ferdinand Georg Waldmüller und Ferdinand Hodler als Vorbilder sieht. Neben idyllischen Motiven nimmt Ahlering auch unerfreuliche Themen auf wie zum Beispiel die Auswirkungen des Klimawandels. Die Ausstellung endete am 18. November 2018.

## Veröffentlichungen (Auswahl)
- Der Mitbewohner in Spring #1 – Nachstellungen. mairisch Verlag, Hamburg 2004, 72 Seiten, Schwarz-Weiß, Softcover.
- Eine kurze Geschichte der Scham in Spring #4 – Garten Eden. mairisch Verlag, Hamburg 2004, 138 Seiten, Schwarz-Weiß, Softcover.
- Ghetto Brother zusammen mit Julian Voloj (Text). avant-verlag, Berlin 2015, 128 Seiten, Schwarz-Weiß, Softcover, ISBN 978-3-945034-19-4.
- Die Judenbuche zusammen mit Julian Voloj (Text). Knesebeck Verlag, München 2016, 136 Seiten, Schwarz-Weiß, Hardcover, ISBN 978-3-86873-934-3.
- Marlene Dietrich – Augenblicke eines Lebens zusammen mit Julian Voloj (Text). Knesebeck Verlag, München 2021, 128 Seiten, farbig, Hardcover, ISBN 978-3-95728-334-4.

## Kritiken und Auszeichnungen

### Comics
Nach Christian Recklies auf splashcomics.de erzählt Ghetto Brother nicht nur die Geschichte der Gang, sondern auch die „Vorgeschichte zum Rap“. Dank der genauen Schilderungen von Benjamin Melendez können sich die Leser „sehr gut das Umfeld vorstellen, in dem die Zuwandererkinder aufwuchsen“. Der Abschluss der Erzählung, in der nicht mehr die Gang, sondern Melendez selber im Mittelpunkt steht, sei ein gelungener Ansatz, „der den Leser stärker an die Hauptfigur bindet“. Man müsse sich zwar zunächst etwas an die vielen kleinen Grafiken gewöhnen, was aber ohne weiteres gelinge und man gerate „in einen Lesefluss bei dem Story und Grafik untrennbar miteinander verbunden sind und ein wirklich fesselndes Gesamtbild abliefern“. Laut Jonas Engelmann auf comic.de gelingt es Ahlering und Voloj mit Ghetto Brother, das „Leben des Friedensstifters der Bronx in seiner Komplexität einzufangen“. In den Vereinigten Staaten konnte sich Ghetto Brother: Warrior to Peacemaker auf verschiedenen Jahresbestenlisten platzieren. Im Veröffentlichungsjahr belegte das Werk den neunten Platz der „Official 2016 Top Ten List“ des In the Margins Book Award. Im Jahr darauf erhielt die Graphic Novel eine Leseempfehlung durch die Texas Maverick Graphic Novels Reading List. Die Liste wird von öffentlichen und schulischen Bibliotheken für Schüler in den Vereinigten Staaten zusammengestellt. In der Musikzeitschrift Rolling Stone lobt Jason Newman die Graphic Novel. Ghetto Brother sei eine erfrischende und verdichtete Arbeit, die zwar einen weniger bekannten, aber trotz allem wichtigen Teil der Geschichte nicht nur eines Musikgenres, sondern auch einer Stadt erzähle („a brisk, compact work highlighting an overlooked, yet pivotal, part of the history of both a genre and a city“). Ahlerings Zeichenstil fange die Grundstimmung der damaligen Zeit hervorragend ein und verleihe dem Buch einen unruhigen und ausgefallenen Charakter („Ahlering’s style […] mirrors the desolate vibe of the South Bronx circa 1971, giving the book an edgy feel that complements its source material perfectly“). Ein gegenteiliges Fazit zieht hingegen eine kurze Review bei Publishers Weekly. Zwar seien die Texte sachlich und informativ, allerdings ließe die Struktur der Geschichte zu wünschen übrig. Manche Szenen fielen repetitiv aus, während andere zu große Zeitsprünge machten, wodurch die Geschichte an Spannung verliere („[t]he writing is matter-of-fact and informative, but the narrative is poorly structured – some scenes are repetitive while others skip too far ahead, obliterating any tension“). Auch wenn die Leidenschaft der Macher in ihrem Werk klar zu erkennen sei, würden Zeichnungen und Text trotzdem nicht miteinander harmonieren („despite the clear passion of the creative team, the art and writing are not harmonious“).
Zur Adaption von Die Judenbuche schreibt Christian Muschweck bei comicgate.de, Voloj habe es verstanden, die Romanvorlage „stimmig auf ein Comicskript herunterzubrechen, ohne [sie] offensiv in eine von ihm präferierte Richtung zu interpretieren“. Auch wenn Ahlering und Voloj mit ihrer Umsetzung dem Kern des Originals sehr nahekommen, erfülle sich nach der Lektüre des Comics trotzdem das „Klischee, dass man […] auch das Original lesen sollte“. Die gelungene und stimmungsvolle Adaption sei deswegen eher „illustrativ als innovativ“. In die Frankfurter Rundschau bewertet Monika Gemmer die Graphic Novel als klug durchdachte Comic-Adaption eines Literaturklassikers. Ahlering und Voloj schilderten etwa die von Alkoholismus und häuslicher Gewalt geprägten Familienverhältnisse des Protagonisten Friedlich Mergel konsequent und eindringlich aus der Perspektive des Kindes. Wer die Novelle gelesen habe, erkenne die Figuren leicht wieder, etwa den „zwielichtigen Onkel mit dem hechtsartigen Gesicht“. Laut Volker Sponholz von den Schaumburger Nachrichten merkt man Ahlerings Zeichnungen an, dass „ihr Interesse vor allem Gesichtern gilt“. Die Qualität der Darstellungen von Körpern und Händen könne nicht überzeugen: „da stimmt kaum noch was, die Hände sehen teilweise richtig schlimm aus“. Der Einsatz verschiedener Stilmittel sei eher wahllos und mute „in dieser Ästhetik sehr merkwürdig an“. Trotz aller Kritik nehme Ahlering die Leser mit in die „Klaustrophobie des Dorfes und beweist ein feines Auge für Mimik und Körperhaltung“.
Laut Christian Meyer-Pröbstl bei Filmdienst verfalle der Comic Marlene Dietrich – Augenblicke eines Lebens in den typischen „hastige[n] Galopp einer Comicbiografie durch ein ganzes Leben“, mit Hilfe des dramaturgischen Konzepts des sprunghaften Erzählens fänden Voloj und Ahlering einen Weg, dies inhaltlich zu legitimieren. Ob allerdings die zahlreichen Verkürzungen und vagen Andeutungen ohne großes Vorwissen funktionierten, bleibe fraglich. Die „schönen“ Aquarellzeichnungen von Ahlering überzeugten, die Comickünstlerin arbeite „mitunter mit leichten Verzerrungen und Ungenauigkeiten“. Allerdings sei beim Lesen auch Aufmerksamkeit geboten, da man sonst dezent angedeutete Zeitsprünge übersehen könne.

### Malerei und Ausstellungen
Im Jahr 2002 erhielt Ahlering den Elysée-Preis für Malerei. Sie wurde mit dem zweiten Platz geehrt, der mit 2500 EUR dotiert ist.
Bezüglich Ahlerings erster Einzelausstellung „In Traum und Wirklichkeit“ hält Sara Sello im Hamburger Abendblatt fest, Ahlering gestalte ihre Gemälde der ersten Werkgruppe als „spontane und kraftvolle Charakter- und Stimmungsbilder“. Durch bewusst falsche Proportionen entstünden überspitzte Porträts ähnlich wie bei Comics. An anderer Stelle störe die Künstlerin harmonische Naturstudien durch das Einfügen von „rätselhaften Zeichen“, wodurch sich „mehrere, auch doppelbödige Deutungen“ eröffneten.
Die Bilder der zweiten Werkgruppe, in denen Ahlering die Befindlichkeiten der weiblichen Seele erforsche, beschreibt Sello als „frech“, „offenherzig“ und „oft surreal und manchmal auch heftig erotisch“. Dabei kämen „Träume und geheime, auch erotische Wunschvorstellungen durch eine unlogische und nicht immer zu interpretierende Bildsprache zum Ausdruck“. Ahlerings Zeichnungen und Comics wirkten sehr intim, „als würde sie schonungslos ihr Innerstes nach Außen kehren“. Die Gemälde erschienen insgesamt eher sachlich.